# Episodi di Nancy Drew (quarta stagione)
La quarta stagione della serie televisiva Nancy Drew, composta da 13 episodi, è stata trasmessa in prima visione negli Stati Uniti d'America sul canale The CW dal 31 maggio al 23 agosto 2023. 
In Italia la quarta ed ultima stagione è andata in onda da giovedì 2 maggio 2024 al 10 maggio 2024 intorno alle ore 14:30 su Rai 4. 
| nº | Titolo originale                     | Titolo italiano | Prima TV USA   | Prima TV Italia |
| -- | ------------------------------------ | --------------- | -------------- | --------------- |
| 1  | The Dilemma of the Lover's Curse     |                 | 31 maggio 2023 | 2 maggio 2024   |
| 2  | The Maiden's Rage                    |                 | 7 giugno 2023  | 3 maggio 2024   |
| 3  | The Danger of the Hopeful Sigil      |                 | 14 giugno 2023 | 3 maggio 2024   |
| 4  | The Return of the Killer's Hook      |                 | 21 giugno 2023 | 6 maggio 2024   |
| 5  | The Oracle of the Whispering Remains |                 | 28 giugno 2023 | 6 maggio 2024   |
| 6  | The Web of Yesterdays                |                 | 5 luglio 2023  | 7 maggio 2024   |
| 7  | The Reaping of Hollow Oak            |                 | 12 luglio 2023 | 7 maggio 2024   |
| 8  | The Crooked Bannister                |                 | 19 luglio 2023 | 8 maggio 2024   |
| 9  | The Memory of the Stolen Soul        |                 | 26 luglio 2023 | 8 maggio 2024   |
| 10 | The Ballad of Lives Foregone         |                 | 2 agosto 2023  | 9 maggio 2024   |
| 11 | The Sinner's Sacrifice               |                 | 9 agosto 2023  | 9 maggio 2024   |
| 12 | The Heartbreak of Truth              |                 | 16 agosto 2023 | 10 maggio 2024  |
| 13 | The Light Between Lives              |                 | 23 agosto 2023 | 10 maggio 2024  |